# Andre Minne
Andre Folkert Minne (* 1971) ist ein deutscher Politiker (Bündnis Deutschland, davor BIW). Seit 2023 ist er Mitglied der Bremischen Bürgerschaft.

## Leben
Minne legte die Fachhochschulreife an der Fachoberschule für Architektur an der Delfter Straße in Bremen-Huchting ab. Anschließend absolvierte er eine Ausbildung zum Bauzeichner. Zudem studierte er zwei Semester Bauingenieurwesen und vier Semester Architektur an der Hochschule Bremen. Bis zu seinem Einzug in die Bürgerschaft 2023 war er als Callcenteragent, als Leiter einer Diskothek, als Mitarbeiter eines Sicherheitsdiensts, als Leiter einer Tankstelle, im Außendienst im Bereich Chemie und als Jobcoach für Geflüchtete tätig.
Minne lebt in Bremen-Huchting.

## Politik
Ab 2010 war Minne Mitglied der Wählervereinigung Bürger in Wut. Von 2011 bis 2023 war er als sachkundiger Bürger Mitglied des Fachausschusses Bau, Stadtentwicklung, Wirtschaft, Umwelt- und Klimaschutz des Beirats Huchting.
Bei den Bürgerschaftswahlen 2015 und 2019 trat Minne für seine Wählervereinigung im Wahlbereich Bremen an, verpasste jedoch jeweils den Einzug in die Bürgerschaft.
Bei der Bürgerschaftswahl 2023 trat Minne auf Listenplatz 3 seiner Partei im Wahlbereich Bremen an und zog in die Bürgerschaft ein. Kurz nach der Wahl ging BIW in der Partei Bündnis Deutschland auf.